# Каменец-подольская резня
Каменец-подольская резня (или Массовое убийство в Каменец-Подольском) — массовое уничтожение евреев из Венгрии в районе советского города Каменец-Подольска (ныне на западной Украине), который тогда был под оккупационной властью нацистов и коллаборационистов. 27 и 28 августа 1941 года были убиты 23 600 мирных еврейских жителей. Всего за годы Второй мировой войны в Каменце-Подольском было более 87 тысяч невинно убиенных людей еврейского происхождения.

## История
Вскоре после того, как 27 июня 1941 года Венгрия (союзница нацистской Германии) объявила войну СССР, венгры решили депортировать иностранных евреев (в основном польские и советские евреи, а также беженцы из Западной Европы). Многие еврейские общины были полностью депортированы вплоть до последнего жителя.
Венгры погрузили евреев в грузовые вагоны и вагоны для скота и доставили их в Ясиня, откуда их переправили через бывшую границу СССР в руки немцев. По состоянию на 10 августа 1941 года около 14 тысяч евреев были депортированы из Венгрии. Кроме этого, евреев заставили пешком идти из Коломыи до Каменца-Подольского.
27 и 28 августа мобильные карательные отряды (айнзацгруппы) в Каменце-Подольском, а также войска под командованием Фридриха Еккельна при содействии 320-го полицейского батальона расстреляли и уничтожили депортированных евреев, а также местное еврейское население. В соответствии с составленным с немецкой педантичностью отчётом Еккельна, в общей сложности 23 000 евреев были уничтожены в этой акции (из них 14 000—18 000 евреев, прибывших из Венгрии, а остальные местные — жившие в Украинской ССР). Это стало одной из первых массовых акций окончательного решения еврейского вопроса.

## Увековечение памяти
После Великой Отечественной войны, в августе 1946 года евреи Каменца-Подольского попытались провести митинг в память уничтожения своих родственников. Однако председатель горсовета — антисемит Лемчук запретил почтить память погибших. В связи с антисемитской выходкой Лемчука была направлена жалоба председателю Президиума Верховного Совета УССР от сентября 1947 года. Повторная жалоба была направлена и в июле 1948 года. В обращение в частности говорилось: 

В 1946 году, в день, когда мы все просили председателя горсовета дать нам возможность отметить трагический траурный день, когда наши матери, отцы и безвинные дети были в массовом порядке расстреляны и замучены, нам в этой просьбе, исходящей из глубины души сотен евреев, отказали… Неоднократные просьбы дать возможность скромно упорядочить братские могилы, где похоронены наши предки и отцы, и где заживо закопаны десятки тысяч наших родителей, братьев, сестер и детей, где земля содрогалась от ужаса и страха, пройдет ещё год времени и нельзя будет узнать место, где в 1941 году немецкие палачи произвели неслыханную в истории человеческую трагедию, и ямы человеческих жизней зарастают бурьяном и травой и постепенно исчезает след и память наших дорогих сестер, матерей и близких, и несмотря на эти законные требования, идущие от разбитых сердец сотен людей, от слез матерей, данный вопрос остался по сей день неразрешенным
Власти оставили просьбу без ответа.
28 августа 2015 года был открыт Мемориал жертвам Холокоста. Председатель Хмельницкой ОГА Михаил Загородный: 

Еврейская акция в Каменце-Подольском стала своеобразным рубиконом в политике уничтожения. Здесь впервые уничтожили не только мужчин евреев, но и женщин и детей. Нацистский молот жестокости начал кровавую жатву на полную мощность без разбора и милосердия. Вечная память погибшим